# 大林寺 (松山市)
大林寺（だいりんじ）は愛媛県松山市にある浄土宗の寺院で、久松家四ヶ寺の一つ。
1627年（寛永4年）松山藩主の蒲生忠知が見樹院と称し創建したのが当寺の起源であるが、後に蒲生家は嗣子なきゆえ断絶となった。1635年（寛永12年）に伊勢桑名松山15万石に転封した際に松平定行が菩提寺に定め大林寺と改称した。それに伴って忠知の墓は興聖寺に移設された。

## 文化財
1965年、梵鐘が愛媛県指定有形文化財（工芸品）に指定される。
この梵鐘は元禄16年（1703年）に鋳造されたが、1816年（文化13年）に火災で焼失した。1818年（文化15年）に冶工・藤屋彦兵衛の尽力で新しく鋳造されたものである。

## 交通
- 伊予鉄環状線（伊予鉄道城北線、伊予鉄道大手町線）、伊予鉄道高浜線の古町駅より徒歩で約4分[3]。
- 伊予鉄道本町線の本町三丁目駅より徒歩で約6分[3]。

## 文献
- 『法然上人八百年御遠忌記念大林寺開山四百年記念誌』浄土宗月照山崇源院大林寺、松山市、2010年。全国書誌番号:22510822。